# 国立オレクサンドル・ドヴジェンコ映画センター
国立オレクサンドル・ドヴジェンコ映画センター（こくりつオレクサンドル・ドヴジェンコえいがセンター、宇: Національний центр Олександра Довженка、略称:ドヴジェンコ・センター、Довженко-Центр）は、ウクライナのキーウにある国立映画アーカイブおよび文化クラスターである。

## 歴史
1994年、ウクライナ大統領の令により、オレクサンドル・ドヴジェンコの生誕100周年を記念して設立された。2000年、1948年設立のウクライナ最大の映画現像工場であるキエフ映画現像工場と統合し、その施設、資産、映画コレクションを引き継いだ。2006年より国際映画アーカイブ連盟の会員。2019年には、1990年設立のウクライナアニメーション映画スタジオ（ウクラニマフィルム）がセンターに併設された。
2016年から2019年にかけ、旧工業施設を全面改修し、多様な芸術形式に対応する文化クラスターに転換。2019年9月、ウクライナ初の映画博物館を開設した。
2022年7月、センターの管轄が文化情報政策省からウクライナ国立映画庁に移管。同庁は、監査でセンターの構造が非効率と判断されたとして、研究アーカイブ、アニメーションスタジオ、公開イベントセンターの3機関への分割を発表。監査結果は2022年ロシアのウクライナ侵攻を理由に公開されなかった。

## 構造
ドヴジェンコ・センターは、映画保管庫、化学・デジタル映画ラボ、映画博物館、映画アーカイブ、メディアテークを運営。キーウのホロシウ地区にある8階建てビルに拠点を置く。6階には300席の公演会場「シーン6」を有し、複数の独立した演劇、音楽、パフォーマンス団体が活動する。

## 収集物
センターの映画コレクションは、ウクライナ、ロシア、アメリカ、ヨーロッパの長編、ドキュメンタリー、アニメーション映画7,000本以上、写真、ポスター、アーカイブ資料数千点を包含。ウクライナ映画の20世紀初頭から現在までの歴史を網羅する。最古のフィルムは1910年、最古のウクライナ長編映画は1922年製作である。